# Marmerkreeft
De marmerkreeft (Procambarus virginalis) is een kreeft uit Noord-Amerika die leeft in zoet water. Vaak wordt de soort aangeduid met Amerikaanse rivierkreeft, maar die naam is ook in gebruik voor enkele andere Amerikaanse rivierkreeften.

## Kenmerken
De lengte is ongeveer 10 à 12 centimeter. De marmerkreeft is afhankelijk van de waterhardheid bruinachtig of blauwachtig; hoe zuurder het water, hoe bruiner.

## Voortplanting
Van deze kreeftjes zijn alleen vrouwelijke exemplaren bekend. Toch weerhoudt dat dit diertje er niet van zich overvloedig voort te planten. De kreeftjes planten zich voort door parthenogenese.

## Invasieve uitheemse soort
Sinds 2016 is de soort opgenomen op de lijst van invasieve uitheemse soorten die zorgwekkend zijn voor de Europese Unie. Dit betekent dat de soort niet langer in de Europese Unie mag worden ingevoerd, vervoerd, gecommercialiseerd, gekweekt, gebruikt, uitgewisseld of vrijgelaten in de natuur. Bovendien mogen deze soorten niet langer worden gehouden, uitgezonderd in het geval van gezelschapsdieren die werden verworven tot 1 jaar na de opname van de soort op de Unielijst.

### Nederland
Sinds 3 augustus 2016 mag de marmerkreeft in Nederland niet meer als huisdier worden gehouden, en gelden er strenge regels voor wie het dier nog als huisdier heeft. Door de snelle, ongeslachtelijke voortplanting, wordt het dier beschouwd als een invasieve soort. Zo bedreigen losgelaten dieren o.a. de zeldzame knoflookpad in enkele Gelderse vennen.

### België
Door zijn marmertekening werd deze soort voor de opname op de Unielijst veelvuldig als ornamenteel aquariumdier gehouden. Sinds 2020 werden gedumpte exemplaren echter op enkele locaties in het wild aangetroffen. Gezien de snelle en ongeslachtelijke voortplanting kan het dumpen van een dier desastreus zijn voor de inheemse biodiversiteit. Het is echter erg moeilijk om de soort te verwijderen eens ze zich in de natuur bevindt.